# Jaroslav Drobný (labdarúgó)
Jaroslav Drobný (Počátky, Csehszlovákia, 1979. október 18. –) cseh válogatott labdarúgó, kapus. A cseh válogatott tagjaként ott volt a 2012-es Európa-bajnokságon.

## Pályafutása
Drobný az SK Churdim ifiakadémiáján kezdett el futballozni, majd később a Vítkovicéhez került. Profi pályafutását viszont már az élvonalbeli České Budějovicénél kezdte meg 1999-ben. 2002-ben a görög Panióniosz játékosa lett, itt figyelt fel rá 2005-ben az Edwin van der Sar utódját kereső Fulham. Röviddel Angliába érkezése után megsérült, és felépülése után sem kapott lehetőséget a klubnál, ezért a szezon második felére kölcsönadták az ADO Den Haagnak. 2006 augusztusában tért vissza a Fulhamhez és közös megegyezés alapján szerződést bontott a csapattal. Egyetlen meccsen sem lépett pályára a fehér mezeseknél.
2006. október 27-én rövidtávú szerződést kötött az Ipswich Townnal, de ott sem kapott játéklehetőséget. 2007. január 23-án kölcsönben a VfL Bochumhoz szerződött. Azonnal kiszorította a kapuból a dán Peter Skov-Jensent. Január 27-én, a Mainz ellen debütált a Bundesligában. Jó teljesítményt nyújtott, a Hertha BSC is felfigyelt rá, a berlini klub végül le is igazolta. 2010-ig maradt a fővárosiaknál, amíg azok ki nem estek az élvonalból, ekkor a Hamburger SV-hez igazolt.

### A válogatottban
Drobný 2009. február 11-én, Marokkó ellen mutatkozott be a cseh válogatottban. Bekerült a csehek 2012-es Európa-bajnokságon részt vevő keretébe, de a tornán nem védhetett.

## Fordítás
- Ez a szócikk részben vagy egészben  a   Jaroslav Drobný (footballer) című angol Wikipédia-szócikk fordításán alapul.  Az eredeti cikk szerkesztőit annak laptörténete sorolja fel. Ez a jelzés csupán a megfogalmazás eredetét és a szerzői jogokat jelzi, nem szolgál a cikkben szereplő információk forrásmegjelöléseként.

## Külső hivatkozások
- Drobný Jaroslav Drobný (labdarúgó) pályafutásának statisztikái a Soccerbase oldalon (angolul)

- Jaroslav Drobný válogatottbeli statisztikái
- Jaroslav Drobný adatlapja az iDNES.cz-n
- Jaroslav Drobný statisztikái a FussbalDaten.de-n